# 曇天 (DOESの曲)
「曇天」（どんてん）は、日本のバンド・DOESの楽曲で、6枚目のシングル。2008年6月18日にKi/oon Recordsから発売された。

## 概要
前作から約8ヶ月ぶりのリリースであり、2008年1作目のシングル。
表題曲は、テレビアニメ『銀魂』のオープニングテーマに起用され、前々作のシングル「修羅」に続いて同アニメのタイアップとなった。初回分にのみ『銀魂』描き下ろし見開きステッカーが封入された。
オリコンチャートでは、当時の自己最高初動および最高位を更新し、オリコンチャート初登場3位を獲得。DOESにとって、「修羅」以来となる同チャートへのトップ10入り、かつバンド初のトップ3入りを果たした。

## 収録曲
- 全作詞・作曲：氏原ワタル　編曲：DOES

1. 曇天 [3:09]
  - テレビ東京系アニメ『銀魂』第5期[5]オープニングテーマ
  - この曲について、ボーカルの氏原は「タイアップは意識しておらず、銀魂側のスタッフが気に入ってくれた」（要約）とコメントした[6]。
  - レコチョクが2011年に調査した『銀魂』の名曲ランキングでは、この曲が第1位に選ばれた[7]。
  - 後発の7thアルバム「INNOCENCE」には、この曲のアンサーソングである「晴天」が収録されている。
2. サマー・サンセット [1:48]

## 収録作品

### アルバム
オリジナル
- 『The World's Edge』（#1）

ベスト
- 『SINGLES』（#6）
- 『Neo Armstrong Cyclone Jet Armstrong Best』（#2）

コンピレーション
- 『銀魂BEST』（#13）
- 『週刊少年ジャンプ50th Anniversary BEST ANIME MIX vol.1』(#6)

### 他シングル
- 「陽はまた昇る」（#1、ライブ映像）
  - 初回盤付属のDVDに収録。
- 「バクチ・ダンサー」（#1）
  - 初回生産（銀魂）盤に収録。

### DVD、Blu-ray Disc
- 『CLIP BOX』（#1、PV）
- 『LIVE IN MODERN AGE』（#1、ライブ映像）

## その他
- ナムコの音楽ゲーム『太鼓の達人12』、及び、同ゲームの『増量版』に収録された。KONAMIから2010年1月20日にリリースされたアーケードゲーム『pop'n music18 せんごく列伝』にも、版権曲カテゴリの1曲として収録された。

## カバー
曇天
- GYROAXIA - カバーアルバム「ARGONAVIS Cover Collection -Marble-」（2021年11月17日発売）に収録。
- Roselia［湊友希那（相羽あいな）］×レイヤ（Raychell） - 2022年1月2日にゲーム『バンドリ! ガールズバンドパーティ!』に追加収録[8]。